# مک‌دانلد پارک
مک‌دانلد پارک (به انگلیسی: MacDonald Parke) بازیگر اهل کانادا بود.
از فیلم‌ها یا مجموعه‌های تلویزیونی که وی در آن‌ها نقش داشته‌است، می‌توان به جنجال در کشتی، یک سلطان در نیویورک، شب و شهر، قناری زرد، تهران، فصل تابستان، جان پل جونز و جنگ زن و مرد اشاره نمود.